# Steven Rattner

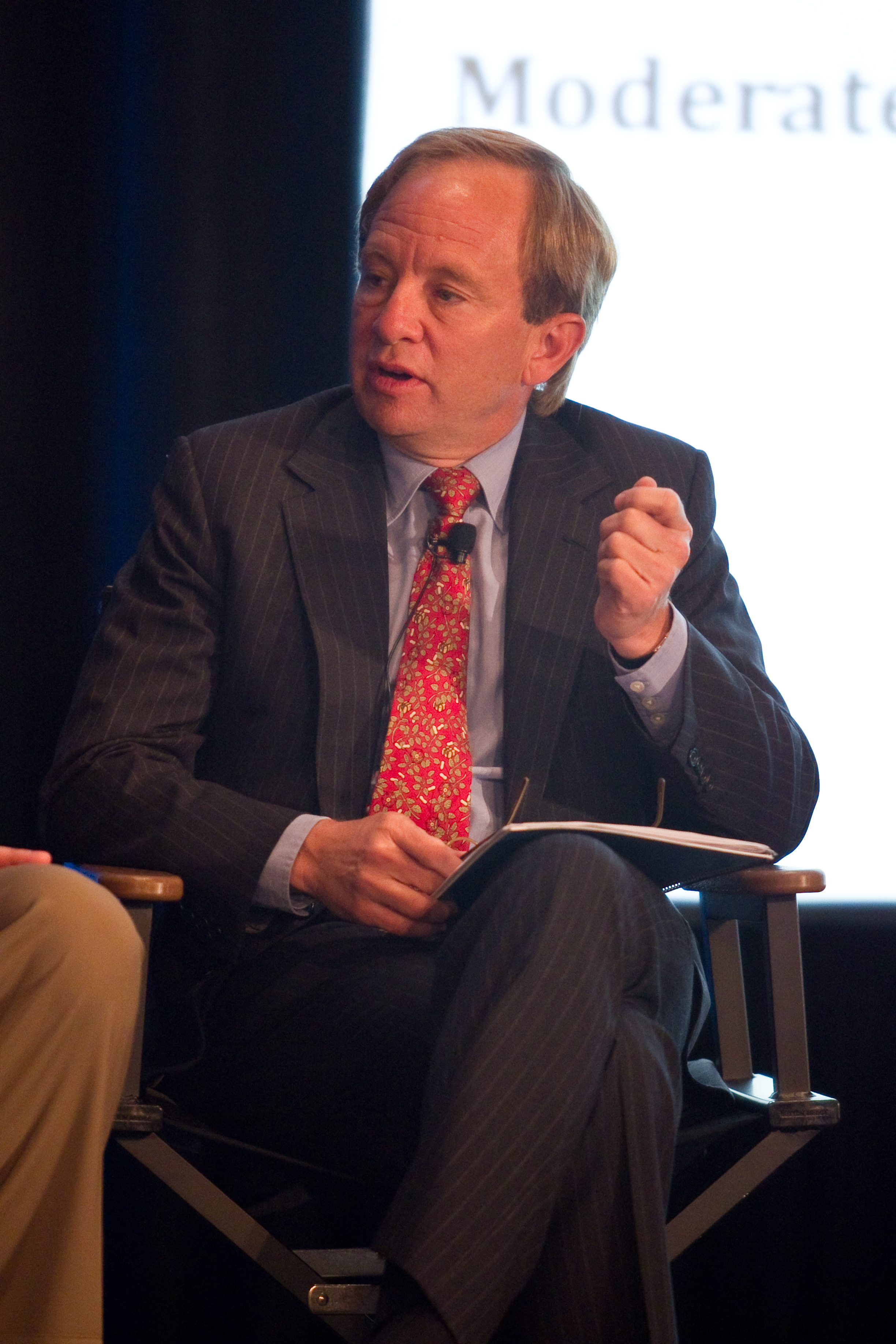
Steven Rattner

Steven Lawrence Rattner (* 5. Juli 1952) ist ein US-amerikanischer Investor. Er ist einer der vier Gründer der Investmentfirma Quadrangle Group, die weltweit in Medien- und Kommunikationsunternehmen investiert. Seit Ende Februar 2009 ist er Berater des amerikanischen Finanzministers Timothy Geithner für die Automobilindustrie.